# Ion Vinea
Ion Vinea (n. 17 aprilie 1895, Giurgiu, Vlașca, România – d. 6 iulie 1964, București, România) este pseudonimul literar al lui  Ion Eugen Iovanachi , poet și scriitor român simbolist și suprarealist, aflat mereu în vecinătatea mișcării literare de avangardă, unul din românii asociați realismului magic.

## Biografie

### Origine
Vinea s-a născut în Giurgiu, dar a crescut în București. Acesta a negat originile sale grecești, deși ambii lui părinți erau documentați ca având origini elene. Conform altor surse, acesta era de fapt evreu romaniot, fapt susținut și de prietenia sa cu alți scriitori evrei ca Marcel Iancu sau Tristan Tzara. 

### Educație
După absolvirea liceului Sfântul Sava din București, frecventează cursurile Facultății de Drept, mai întâi la București, apoi la Iași, unde își ia diploma de licență.  Nu a profesat niciodată avocatura.

### Simbolism

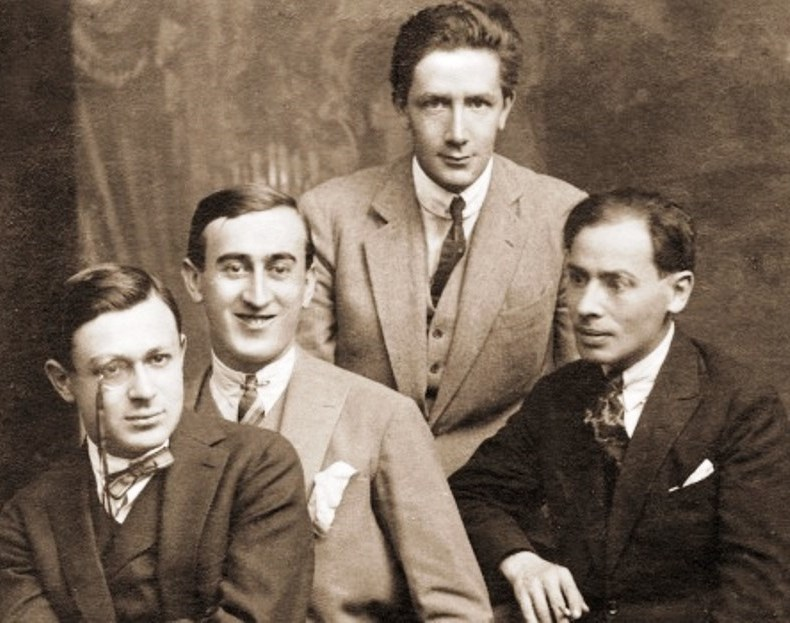
De la stânga la dreapta: Tristan Tzara, M. H. Maxy, Ion Vinea și Jacques G. Costin

Încă din anii liceului, publică împreună cu Tristan Tzara și Marcel Iancu revista Simbolul (octombrie 1912), cu atitudine netă împotriva semănătorismului. Revista a apărut în numai 4 numere, finanțate și ilustrate de Marcel Iancu. În anii 1914 - 1916 publică versuri apreciate în mod pozitiv de critică. De la început Vinea a fost socotit un poet modern.  A fi modern la acea dată însemna a fi simbolist.  Dacă poeziile de ucenicie sunt într-adevăr simboliste, producțiile următoare au o nuanță mai tonică, Vinea fiind refractar oricărei înregimentări.

### Revista „Contimporanul”
Ion Vinea și-a înjghebat propria echipă în jurul revistei Contimporanul, pe care o conduce în anii 1922-1932, revistă care devine principală rampă de lansare a scriitorilor moderniști și avangardiști. Contimporanul a mobilizat revolta iconoclastă a tinerimii, lovind în tabu-urile burgheze, în platitudinea distins-academică și în modelele "frumosului" mistificator, încărcat de prejudecăți naționaliste și de un ruralism agresiv. Alături de colaborarea scriitorilor români, printre care se pot menționa Barbu Fundoianu, Ilarie Voronca și Ion Barbu, editorul Vinea a mai găzduit texte ale autorilor de pe diverse meridiane (Paul Éluard, Philippe Souppault, Robert Musil, Joyce Trake, Kassak Lajos și alții), întreținând o vastă corespondență cu membrii „comunității” avangardiste europene, fapt care îi permite să păstreze revista mereu în actualitate.

### Registru liric
Registrul liric al lui Ion Vinea a fost foarte amplu, de la poezia simbolistă elegantă și decorativă sau ironic-patetică, până la modernismul învecinat cu extremismul avangardiștilor, pe care totuși s-a ferit să-l adopte în practica literară. Capacitatea lui de a trece de la o formulă poetică la alta a fost singulară în literatura română, versurile lui putând aminti de Lucian Blaga dar și de Tudor Arghezi sau Adrian Maniu.
Ca și Ilarie Voronca, Ion Vinea este un mare creator de imagini, fără a slăbi însă niciodată controlul inteligenței artistice asupra fluxului imagistic. Față de creația sa poetică a dovedit nepăsare, risipindu-și versurile în paginile diverselor publicații la care colabora, fără preocuparea de a și le aduna într-un volum. O va face totuși în anul 1964, când la 26 iunie se dă "bun de tipar" volumului Ora fântânilor de către Editura pentru Literatură. Ion Vinea, în vârstă de 69 de ani, nu își va vedea însă cartea în vitrinele librăriilor. Se stinge din viață câteva zile mai târziu, în ziua de 6 iulie 1964.

## Opere publicate
Poezii, poeme în proză
- Descântecul și Flori de lampă, Biblioteca Dimineața, 1925
- Paradisul suspinelor, Editura Cultura Națională, București, 1930 (cu 5 gravuri, printre care un portret de Marcel Iancu)
- Ora fântânilor, Editura pentru Literatură, București, 1963
- Poeme, Editura Tineretului, București, 1969 (postum)
- Ornic nesupus: versuri. (Poezii de duminică), Editura Eus, Chișinău, 1993 (antologie postumă îngrijită de Leo Butnaru)

Proză, publicistică
- Lunatecii, roman, Editura pentru Literatură, București, 1965 (postum)
- Venin de mai, Editura Dacia, Cluj-Napoca, 1971 (postum; roman neterminat)
- Publicistică literară, Editura Minerva, București, 1977 (postum)
- Săgeata și arabescul. Articole și pamflete, Editura Minerva, București, 1984 (postum)

Opere traduse în alte limbi
- Sóhajok paradicsoma (Paradisul suspinelor), Editura Dacia Konyvkiado, Cluj-Napoca, 1974 (traducere în limba maghiară)
- Árnyékok malma, Editura Kriterion Konyvkiado, București, 1976 (traducere în limba maghiară)
- Ora fântânilor = L'heure des fontaines, Editura Minerva, București, 1982 (ediție bilingvă în română și franceză)
- Whisky Palace & alte elegii. Whisky Palace & altre elegie, Editura Bastion, Timișoara, 2008, (ediție bilingvă româno-italiană, biobibliografie, postfață și antologie critică de Geo Vasile)